# Gustav Zeuner
Gustav Anton Zeuner (30 de noviembre de 1828 – 17 de octubre de 1907) fue un físico alemán, ingeniero y epistemólogo, considerado el fundador de la técnica termodinámica y de la escuela de Termodinámica de Dresde.

## Vida

### Universidad y Revolución
Zeuner nació en Chemnitz, Saxony. Su primer intento en el tema de la ingeniería fue en el Chemnitz Königliche Gewerbeschule (Real Escuela Profesional), hoy la Universidad Tecnológica de Chemnitz, donde estudió desde 1843 hasta 1848.
En 1848 se trasladó a la cercana Bergakademie (Academia de Minería) en Freiberg, hoy también universidad tecnológica, donde estudió minería y metalurgia. Desarrolló estrechos vínculos con uno de sus profesores, el famoso mineralogista Albin Julius Weisbach, con quien trabajó en varios proyectos.
Sin embargo el curso universitario fue interrumpido durante la revolución que tuvo lugar en toda Alemania. Las grandes asambleas populares y manifestaciones de masas se llevaron a cabo, al principio demandaban la libertad de la opresión, libertad de reunión, armamento del pueblo y un parlamento alemán nacional. Zeuner se unió a los revolucionarios en las barricadas en Dresde durante el levantamiento de mayo en 1849. A diferencia de muchos de sus compatriotas, algunos de los cuales fueron sentenciados a muerte o enviados a la casa de trabajo, Zeuner fue perdonado. Consiguió completar su curso, y aunque terminó su doctorado en la universidad de Leipzing en 1853, le fue prohibido enseñar en cualquier universidad sajona.

### Escape a Zürich
En 1853, Zeuner tomó el puesto de editor en la revista de ingeniería "Der Civilenginieur. Zeitschrift für das Ingenieurwesen", la primera revista alemana especializada en mecánica, que siguió hasta 1896. El continúo en la posición hasta 1857 aun después de mudarse a Zúrich en 1855 para trabajar como profesor de técnicas mecánicas en el ETH Zürich, instituto federal Suizo de tecnología en Zúrich. Ahí trabajó junto a ingenieros famosos como Franz Reuleaux. Otro revolucionario de Dresde que dejó su país de origen por Zürich (Richard Wagner, Gottfried Semper, Theodor Mommsen).
Fue en Zürich donde Zeuner hizo el modelo de una locomotora de extremo delantero en 1858; reconoció su potencial para crear un impulso pero solo se interesó en la teoría y no desarrolló el diseño. También en Zürich 1869 Zeuner inventó el gráfico tridimensional de la población ahora conocido como el diagrama de Zeuner pero más a menudo como Diagrama de Lexis después de que Wilhelm Lexis modificara ligeramente la idea.
Desde 1859 Zeuner trabajó como director suplente del ETH Zürich, y en mayo de 1865 tomó el puesto oficialmente. Su antiguo profesor, Albin Weisbach, conmemorando la adquisición del nuevo puesto de su amigo, nombró a un mineral de cristal verde transparente zeunerite.

### Regreso a Alemania
En 1871 Zeuner regresó a Alemania y fue de nuevo posible trabajar cuando procedió a su viejo amigo Albin Weisbach como director de la Academia de Minería de Freiberg. También enseñó allí hasta 1875 como profesor de la mecánica y el estudio de la maquinaria minera Esto fue posible ahora, a pesar de la prohibición de la enseñanza que se había colocado sobre él, debido a la amnistía concedida a todos los revolucionarios en 1862.
En 1873, mientras todavía era director de la Academia de minería Freiberg, Zeuner tomó también posesión del cargo como director del Politécnico Real Sajón en Dresde ahora Technische Universität Dresden. Los esfuerzos de Zeuner no condujeron a la introducción de las humanidades; la ampliación de la gama de materias que se imparten originó un aumento en la Politécnica a una universidad politécnica a gran escala en 1890.
En 1889, a los 61 años de edad, Zeuner dejó su puesto como director en el politécnico para trabajar como profesor hasta su retiro en 1897. Al retirarse fue nombrado profesor emérito. Zeuner murió en Dresde en 1907. 

## Premio Gustav Zeuner
Desde 1993, la asociación de ingenieros (Verein Deutscher Ingenieure o VDI) ha otorgado a estudiantes el premio Gustav Zeuner por la mejor tesis de ingeniería en Alemania; Zeuner apoyaba la marca Dresde de VDI en su inauguración en 1897.

## Publicaciones
- Dado Schiebersteuerungen mit besonderer Berücksichtigung der Lokomotivsteuerungen (Deslizamiento-controles de válvula con énfasis particular encima controles de locomotora) Freiberg 1858
- Grundzüge der mechanischen Wärmetheorie (Basics De teoría de calor mecánico) 1860
- Technische Thermodynamik (Termodinámica técnica) 1887; traducido en inglés en 1907 cuando Termodinámica Técnica[1]

## Lectura Futura
- Das Leben und Wirken von Gustav Anton Zeuner por Gerd Grabow, publicó 1984 por Deutscher Verlag für Grundstoffanalyse.

- Datos: Q68225
- Multimedia: Gustav Zeuner / Q68225